# Blue Murder (Band)
Blue Murder war eine britische, blueslastige  Hard-Rock-Band, die 1989 von John Sykes, dem ehemaligen Gitarristen von Tygers of Pan Tang, Whitesnake und Thin Lizzy, gegründet wurde.

## Bandgeschichte
Sykes gründete die Gruppe Blue Murder, nachdem er die bekannte Hardrock-Band Whitesnake verließ, die gerade mit dem Erscheinen ihres Albums 1987 ihren größten Erfolg feierte. Seine neue Band sollte in ebendiese Richtung gehen: blues-beeinflusster Hard Rock.
Cozy Powell (Schlagzeug) und Ray Gillen (Gesang), beide ehemalige Mitglieder von Black Sabbath, waren in der Anfangsphase ebenfalls beteiligt, stiegen allerdings nach ein paar Demoaufnahmen aus. Danach übernahm Sykes den Gesang und nahm zusammen mit Tony Franklin (Bass, Keyboards), der ebenfalls Gründungsmitglied gewesen war, Carmine Appice (Schlagzeug, Perkussion) und dem Keyboarder Nik Green das selbstbetitelte Debütalbum auf. Green hatte zuvor vor allem mit Roy Harper zusammengearbeitet. Das gleichnamige Studioalbum Blue Murder konnte sich auf Platz 69 der US-Albumcharts platzieren.
Franklin und Appice waren beim nächsten Album ebenfalls vertreten, wurden aber durch Marco Mendoza (Bass) und Tommy O’Steen (Schlagzeug) ergänzt und schließlich ersetzt. Auf dem Album Nothin’ But Trouble war Itchycoo Park, eine Coverversion von The Small Faces zu hören.

## Diskografie
- Blue Murder (1989)
- Nothin’ But Trouble (1993)
- Screaming Blue Murder – Dedicated To Phil Lynott (Live) (1994)
- Live in Japan (1994)